# Gastón Aguirre
Gastón Damián Aguirre (Adrogué, 11 novembre 1981) è un ex calciatore argentino, di ruolo difensore.

## Caratteristiche tecniche
È un difensore centrale.

## Carriera
È cresciuto nelle giovanili del Temperley.

## Palmarès

### Club

#### Competizioni nazionali
- Campionato argentino: 2

Newell's Old Boys: Apertura 2004
San Lorenzo: Clausura 2007